# Pesahim
Pesahim (en hebreu: פסחים) és el tercer tractat de l'ordre Moed de la Mixnà i del Talmud de Babilònia. Aquest tractat parla principalment sobre les lleis de la festivitat jueva de Péssah i del sacrifici de l'anyell pascual. El tractat cobreix les lleis sobre el hamets, les lleis de l'ofrena del xai pascual i del delme, l'ordre del Séder de Pessa'h, i la llei dels parells.